# تروفيو ألفريدو بيندا كومون دي سيتيجليو 2014
تروفيو ألفريدو بيندا كومون دي سيتيجليو 2014 (بالإنجليزية: 2014 Trofeo Alfredo Binda-Comune di Cittiglio)‏ هو سباق دراجات هوائية، وهو الموسم رقم 39 من السباق، وأقيم في 15 مارس 2014، وامتدّ لمسافة 121.4 كيلومتر، وهو من نوع 1.1، وهو من نوع سباق الدراجات، وهو من نوع منافسة.
فاز فيه بالمركز الأول إيما جوهانسون، وبالمركز الثاني ليزي ديجنان، وبالمركز الثالث ألينا أمياليوسيك.

## الفائزون
| الترتيب | الفائز           |
| ------- | ---------------- |
| الفائز  | إيما جوهانسون    |
| الثاني  | ليزي ديجنان      |
| الثالث  | ألينا أمياليوسيك |